# Клевакинское (Каменский муниципальный округ)
Клевакинское — село в Каменском районе Свердловской области России. Входит в Каменский муниципальный округ.
Ранее было центром Клевакинского сельсовета Каменского района.

## География
Село Клевакинское расположено в 21 километре (по автодорогам в 25 километрах) к северо-северо-западу от города Каменска-Уральского, преимущественно на правом берегу реки Каменки (левого притока Исети). В селе в Каменку по левому притоку впадает река Черемшанка. Через село проходит автодорога Каменск-Уральский — Богданович. С селом соседствует деревня Мухлынина, расположенная чуть ниже по течению Каменки, по дороге в направлении на Каменск-Уральский. Выше по течению реки расположена деревня Мосина.

## История
Село в междуречье Пышмы и Исети возникло в XVII веке до 1624 года. В этот период есть первое документальное упоминание «дозорной книге» 1624 года Михаила Тюхина как о деревне из 13 дворов. Была административным центром местности во время основания Белоярской слободы. В церковной летописи указано, что село основал Ивашка Клевакин, выходец из Невьянской слободы. Среди преобладающих фамилий были — Казанцевы, Тверитины, Плюхины, Вагановы — выходцы из центрально-российских губерний. Активные участники крестьянских восстаний 1703—1762 гг. и крестьянской войны 1774 года, в «картофельного бунта» 1842 года.
Первый магазин был открыт в 1896 году. Позднее организован спиртзавод.
В 1911 году открылся фельдшерский пункт. Фельдшер Иван Романов стал первым в селе владельцем велосипеда.
Во время революции 1917 года в марте в волостное правление были избраны большевики. 12 ноября (28 октября) 1917 года волостной съезд взял власть в свои руки. В состав ревкома вошли большевики П. Ф. Рожин, Е. В. Забелин из села Белоносово, Ф. Д. Рожин, А. И. Копырин, матрос Василий Ялунин (убит белыми в июле 1918 года). Волостную парторганизацию возглавил Е. А. Забелин, а председателем волсовета и волвоенкомом стал А. И. Копырин. 23 июля 1919 года батальон 187 Володарского полка 21 дивизии вошёл в Клевакино, вытеснив части ударного белого корпуса.
Осенью 1919 года Клевакинская волость первой по губернии выполнила продразвёрстку, дав государству 71 982 пуда зерна, о чём писала газета «Уральский рабочий».
В 1926 году центр Клевакинского сельсовета в составе Покровского района Уральской области.
В 1929 году в селе возник колхоз «Всходы 12 Октября», с 1 марта 1961 года он был реорганизован в совхоз имени Ленина.
14 мая 1962 года деревни Тычкина, Голодаева и село Клевакинское были объединены в одно село Клевакинское.
Деревня Голодаева была основана после 1734 года, располагалась на левом берегу реки Каменки и по обоим берегам лога Акулинка. В деревне преобладали фамилии потомков выходцев из Тверской губернии: Бухаров, Тверитин и Забелин. В начале XX века земство построило каменное здание школы, с пятью классными комнатами и двумя коридорами. В 1919 году, в этом здании, открыта первая советская средняя школа с 9 классами, в 1928 году ставшая школой рабочей молодежи, а затем семилетка. В 1929 году в деревне образован колхоз имени Будённого, в 1960 году ставший бригадой совхоза имени Ленина.

## Краеведческий музей
В 1921 году одной из учительниц организован краеведческий музей, который был разгромлен в 1937 году, и вновь был открыт только в 1947 году учителем истории, краеведом А. Ф. Коровиным (1923—2000) при школе.
В окрестностях села в 1982 году в отложениях реки Каменка были найдены ископаемые останки древних животных. Местными школьниками был обнаружен бивень мамонта длиной в 220 сантиметров и в диаметре 16 сантиметров. Этот бивень теперь хранится в геологическом музее города Каменска-Уральского.

## Воскресенская церковь
Первый храм во имя Рождества Христова сгорел в 1729 году, причём уцелела лишь церковная утварь. Построенный в 1731 году второй храм существовал до 1782 года, когда из-за ветхости был заменен третьим, освященным в 1784 году и расширенным в 1790 году пристройкой придела в честь Рождества Пророка и Предтечи Господня Иоанна. Но 1826 году этот храм сгорел от молнии, при чём сохранены были иконостас, церковная утварь, ризница, книги и некоторая только часть архива. В 1829 году был заложен новый храм во имя Воскресения Господня с двумя теплыми приделами: южным — в честь Рождества Христова и северным — в честь Рождества Крестителя Господня Иоанна. В 1830 году был освящен первый из приделов, в 1840 году — второй и в 1846 году — главный Воскресений храм. В 1852 году в церкви от неизвестной причины произошёл пожар, во время которого все иконостасы и самые престолы были сломаны, почему после ремонта все три престола были снова освящены, а именно: в 1853 году — южный придельный, в 1855 году — главный Воскресенский и в 1857 году северный придельный. В 1896 году был обновлен на церковный счет иконостас в главном храме, а в 1897 году в южном приделе. К церкви принадлежат два деревянных дома со службами и лавки в 17 помещений. Причт состоит из двух священников, диакона и двух псаломщиков. Храм был закрыт в 1937 году, а в советское время был снесён.

## Школа
В 1859 году была открыта земская школа. С 1921 года это была единственная в Покровской части района средняя 6-летняя школа (с 1933 года — семилетка и с 50-х годов вновь средняя).

## Население
| 1873 | 1904 | 1926 | 2002  | 2010 | 2021 |
| ---- | ---- | ---- | ----- | ---- | ---- |
| 334  | ↗498 | ↗545 | ↗1025 | ↘955 | ↘873 |

Структура

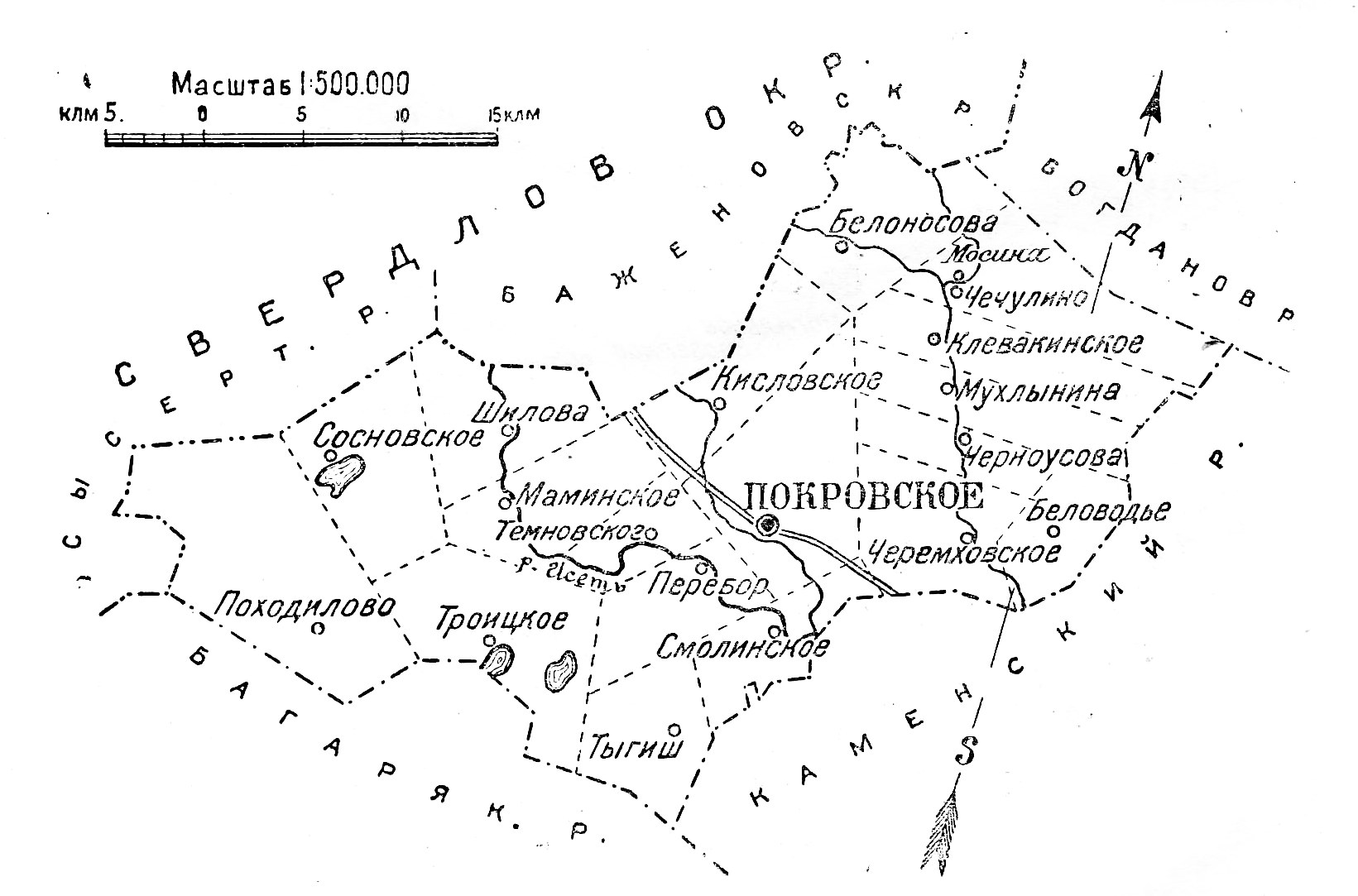
Клевакинское на схеме Покровского района; 1928 год

- По данным переписи населения 1926 года, в селе Клевакинском было 127 дворов с населением 545 человек (мужчин — 249, женщин — 296). Национальный состав следующий: 542 русских, 3 поляков. В деревне Голодаевой было 129 дворов с населением 642 человек (мужчин — 315, женщин — 327), все русские. В деревне Тычкиной было 48 дворов с населением 230 человек (мужчин — 104, женщин — 126), все русские[4].
- По данным переписи населения 2002 года, [русские]] составляли 92 % от общего числа жителей Клевакинского[14].
- По данным переписи населения 2010 года, в селе проживали 955 человек — 451 мужчина и 504 женщины[15].

## Инфраструктура
По состоянию на начало 2016 года на территории села действовали: сельскохозяйственное предприятие — ООО «Зори Урала», МУП «Теплосети» (бывшее ЖКХ). В селе работают Клевакинский детский сад (1981), Клевакинская средняя общеобразовательная школа (1971), Клевакинский Дом культуры (1977). Есть несколько продуктовых магазинов.
Есть водонапорная башня.
| Список улиц | Список улиц | Список улиц |
| #           | Тип         | Название    |
| ----------- | ----------- | ----------- |
| 1           | улица       | Заречная    |
| 2           | улица       | Ленина      |
| 3           | улица       | Лесная      |
| 4           | улица       | Мира        |
| 5           | улица       | Набережная  |
| 6           | улица       | Октябрьская |
| 7           | улица       | Садовая     |
| 8           | улица       | Уральская   |
| 9           | улица       | Ясная       |